# Dassault Falcon 7X

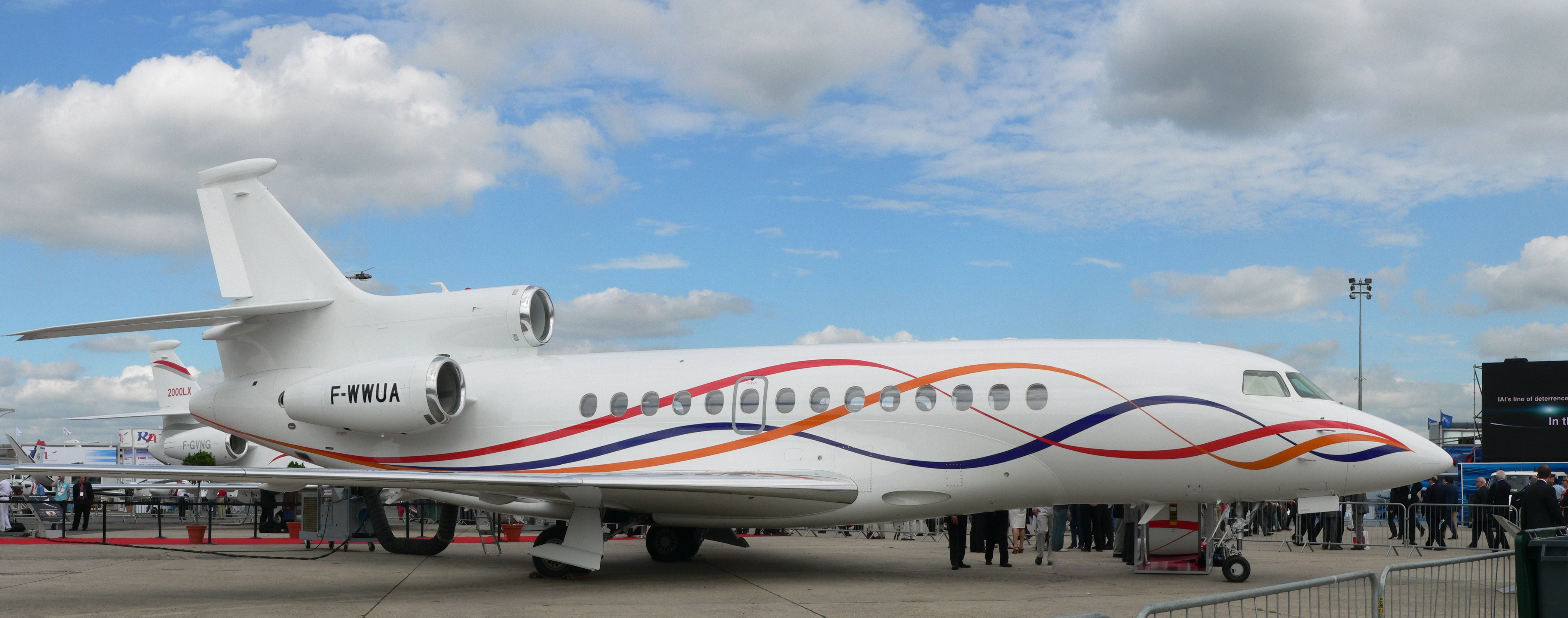
Il quarto Falcon 7X (F-WWUA • cn 4)

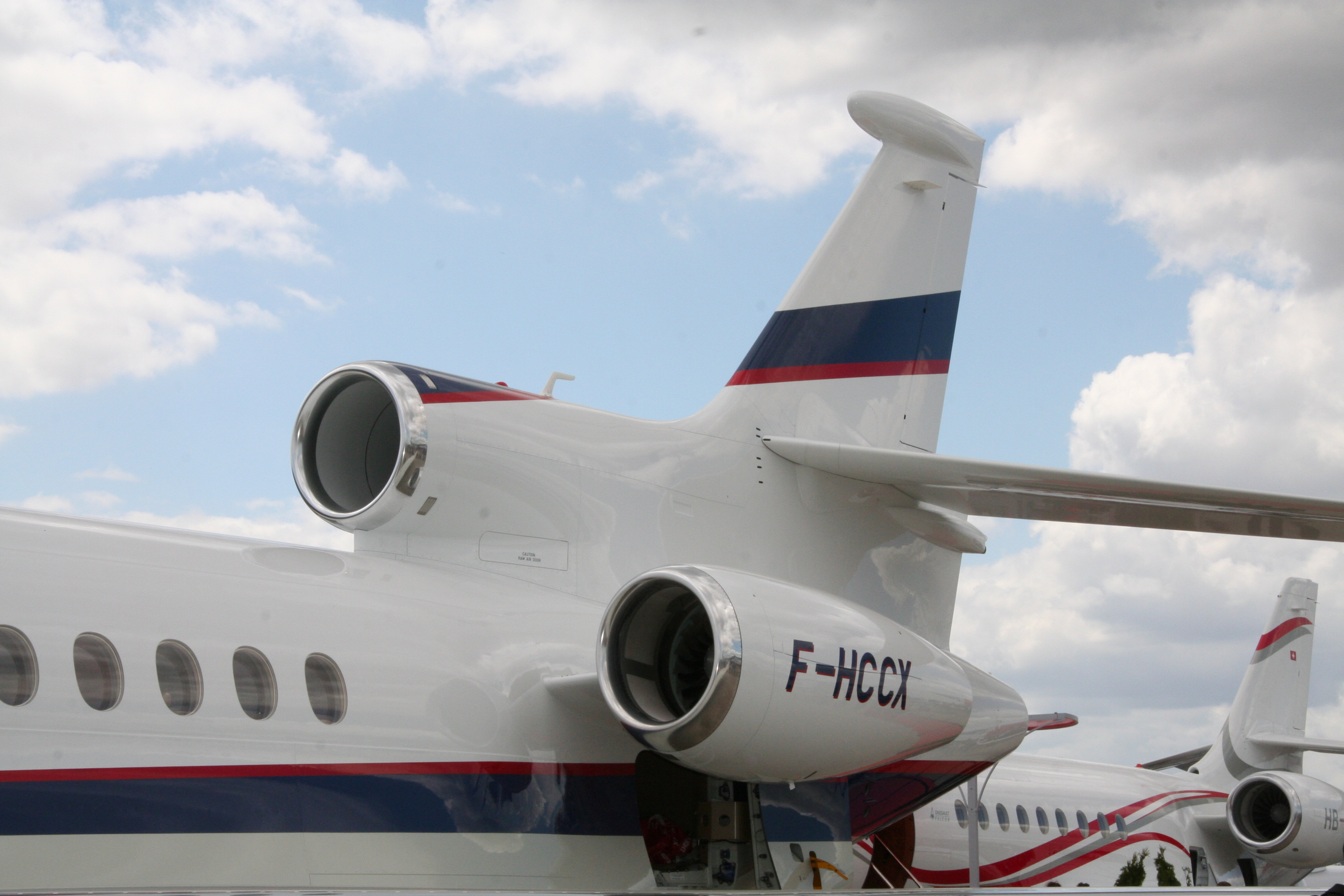
Particolare dell'impianto motori e dell'impennaggio.

Il Dassault Falcon 7X è un business jet trigetto a lungo raggio prodotto dall'azienda francese Dassault Aviation negli anni duemila.
L'aereo è caratterizzato da una fusoliera lunga; da un'ala bassa con winglet; una coppia di turbofan Pratt & Whitney Canada PW307 montati nella sezione di coda della fusoliera ed il terzo montato al disotto della deriva verticale; con piani orizzontali in posizione bassa e utilizza il nuovo cockpit EASy (Enhanced Avionics System) sviluppato da Dassault sulla base del sistema EPIC/PRIMUS prodotto da Honeywell e comune a tutti i Dassault Falcon.

## Storia del progetto
Il Falcon 7X è stato sviluppato dalla Dassault per entrare nel mercato dei business jet a lungo raggio entrando in concorrenza diretta con il Gulfstream V, il Global Express e ai business jet derivati dai grossi aerei di linea (A320, B737 ecc.) sostituendo il Falcon 900 nel ruolo di aereo di punta della gamma.
Il Falcon 7X è il primo aereo al mondo interamente sviluppato al computer grazie agli strumenti creati da Dassault come il CATIA e il PLM; che hanno permesso alla ditta di non dover realizzare né modelli, né prototipi di studio; ma solo i velivoli di preserie necessari per la certificazione.
Il modello venne portato in volo per la prima volta il 5 maggio 2005 dall'aeroporto di Bordeaux-Mérignac. La certificazione e le prime consegne sono state effettuate nel primo trimestre del 2007. Il costo del velivolo si aggira tra i 37 e i 39 milioni di dollari in base all'allestimento richiesto dal cliente.
Come già per i modelli dalla famiglia Dassault Falcon (Falcon 900, Falcon 50 e Falcon 10), dal febbraio 2009 anche il Falcon 7X ha ottenuto l'autorizzazione per operare all'aeroporto di Londra-City.

## Impiego operativo
Francia
Il 3 luglio 2009 l'Armée de l'air ha ufficialmente ricevuto il primo Falcon 7X per il trasporto presidenziale, l'aereo è stato battezzato Carla One dagli aviatori dell'Armée de l'air in omaggio alla moglie del presidente francese Carla Bruni; con i Falcon 7X l'Armée de l'air prevede di sostituire i Falcon 900 in suo possesso.

## Utilizzatori
I proprietari di questo velivolo sono ancora pochi e sono difficilmente rintracciabili.

### Civili
Arabia Saudita
- Saudia Private Aviation • HZ-SPAG (cn 75) • HZ-SPAH (cn 87)

 Belgio
- Flying Group

 Canada
- Galaxy Airways Inc. • C-GLXC •

 Danimarca
- Air Alsie

 Finlandia
- Airfix Aviation

 Italia
- Eurofly Service • I-AFIT (cn 34), I-FFRR

- Global Jet Luxembourg

 Regno Unito
- Formula One Management • N999BE (cn 8)
- NetJets Europe • CS-DSA (cn 30) • CS-DSB (cn 43)

 Russia
- Ak Bars Aero • RA-09616
- Gazpromavia (RA-09010)
- LUKoil-Avia • VP-CLS

 Stati Uniti
- NetJets U.S.
- Shell Aviation

 Svizzera
- AST (Artisona Shipping)
- Cat Aviation
- Dasnair • HB-JSZ (cn 4)
- Jet Link

### Governativi
Russia
- Russia State Transport Company • RA-09009 (cn 47)

### Militari
Australia
- RAAF

3 Falcon 7X presi in leasing ordinati ad aprile 2019, con inizio delle consegne nello stesso mese e completamento alla fine dell'anno.
 Belgio
- Composante air

2 Falcon 7X ordinati, con il primo esemplare consegnato a maggio ed il secondo ad agosto 2020.
 Rep. del Congo
- Armée de l'Air du Congo

1 Falcon 7X consegnato nel 2014 e ritirato nel 2020.
 Ecuador
- Fuerza Aérea Ecuatoriana

1 Falcon 7X consegnato ed in servizio al luglio 2019.
 Egitto
- El Qūwāt El Gawīyä El Maṣrīya

1 Falcon 7X consegnato ed in servizio all'agosto 2019.
 Francia
- Armée de l'Air

2 Falcon 7F consegnati e tutti in servizio all'aprile 2020. • F-RAFA (cn 68) • F-RAFB (cn 86)
- - Escadron de Transport, d'Entraînement et de Calibration 00.065 "GAËL" (ETEC) sulla BA 107 "Sous-lieutenant Dorme" de Villacoublay dal 2009

 Grecia
- Polemikí Aeroporía

1 Falcon 7X concesso a titolo gratuito da Dassault Aviation, per un obbligo non rispettato dalla Francia in seguito al contratto per i Mirage 2000-5 firmato nel 2000. Consegnato a novembre 2021.
 Indonesia
- Tentara Nasional Indonesia Angkatan Udara

1 Falcon 7X preso in leasing nel 2022 e riconsegnato nel 2023, con la consegna del primo Falcon 8X.
 Namibia
- Namibian Air Force

1 Falcon 7X consegnato.
 Nigeria
- Nigerian Air Force

2 Falcon 7X in carico alla Presidential Air Fleet ed allestito per il trasporto VIP.
 Ungheria
- Magyar légierő

2 Falcon 7X acquistati di seconda mano con il primo esemplare consegnato ad agosto 2018 e consegne completate al luglio 2019.